# 初芝清
初芝 清（はつしば きよし、1967年2月26日 - ）は、東京都豊島区生まれ、埼玉県坂戸市育ちの元プロ野球選手（内野手）、野球解説者、現社会人野球監督。株式会社オフィス・オーパ所属。

## 経歴

### プロ入り前
埼玉に移り住んだ小学4年より野球を始める。二松學舍大附属高校では、2学年時からエース、3番打者として活躍。1984年夏の甲子園予選東東京大会で決勝に進むが、日大一高に敗退。高校通算30本塁打。高校卒業後はプロ入り志望だったが、ドラフト会議では指名をもらえず、同校卒業後は社会人野球の東芝府中に入社。内野手に転向し、プリンスホテル、NTT東京の補強選手として都市対抗野球大会に3回出場した。
1987年、ドラフト指名解禁となったこの年は成績が良くなく残留。翌1988年にプロ入り希望を会社に出した時に「関東の球団、ドラフト3位以内、ロッテ以外（東芝府中からロッテに入団した中では、落合博満以外の選手の待遇が良くなかったことが理由）」の3つ全てクリアしたらOKという条件が出された。
1988年、同年のドラフト会議において4位でロッテオリオンズ（後の千葉ロッテマリーンズ）から指名されるが、この時会見場からはため息が漏れ、周囲の会社関係者は誰も喜んでいなかったという。この時クリアした条件は「関東の球団」だけだったが、それでも本人はプロへ行くつもりで、「ロッテで活躍して必ず東芝府中の名前を宣伝します」とアピールしてようやく許可を取りつけたという。契約金4,300万円・年俸520万円（金額は推定）で入団。入団時の背番号は0であったが、1994年からは東芝府中の先輩・落合博満がロッテ時代につけていた背番号6を引き継ぎ、応援歌も落合のものが流用された。

### ロッテ時代
1989年、有藤通世監督の厳しい指導により、苦手にしていた内角をさばけるようになり、1年目から70試合に出場する。この時期に打撃のベースが出来たことで、プロでやっていける自信をつけたという。この年は落合のような神主打法に挑戦したが、翌年から通常のフォームに戻している。
1990年、オープンした千葉マリンスタジアムのこけら落としの試合で、球場初本塁打を放つ。三塁手のレギュラーとして120試合に出場し、初めて規定打席に到達。打率.265（リーグ23位）、18本塁打、67打点の成績を残す。
1995年には第一次バレンタイン政権の5番打者となる。同年のパ・リーグ打点王のタイトルはロッテのシーズン最終戦を残した9月27日現在で初芝79打点（残り1試合）、田中幸雄79打点（残り3試合）、イチロー78打点（残り3試合）と僅差で争っていた。一方、初芝は初のシーズン3割もかかっていて、9月27日現在で.302（454打数137安打）。最終戦で4打数0安打だと3割を切ってしまう（458打数137安打、打率.2991）ため、3割を切る可能性が出た時点で交代させると首脳陣から打診されたが、本人は「3割よりタイトルを狙いたい」とこの提案を拒んだ。そしてその最終戦では3打席凡退し（457打数137安打、打率.2997）、同年の最終打席になるであろう第4打席は8回2死走者なしで回ってきた。凡退すれば3割をフイにするうえ、走者なしのため本塁打でないと打点を上乗せできない状況で、見事にレフトへ25号本塁打（投手：豊田清）を打ち1打点を加え、80打点でシーズンを終了。シーズン3割も確保した（458打数138安打、リーグ4位の打率.301）。最終的に3人が80打点で並びタイトルを分け合うことになったとはいえ、このシーズン最終打席の本塁打により選手生活で唯一の打撃タイトル（打点王）を獲得、同時にシーズン3割を達成することができた。同年は三塁手のベストナインのタイトルを獲得。また同年オフの契約更改で、球団初の1億円プレーヤーとなる。
1996年は当初スランプに悩まされるが、極度の乱視であることが分かり、眼鏡を着用して復調した。
1998年は前年の不振から一転し、140安打・25本塁打・86打点・OPS.922など多くの項目でキャリアハイを達成。同年中にはFA権を取得、FA宣言した上でロッテに残留した。
1999年、シドニー五輪アジア予選の日本代表に選出され、全日本の4番打者として予選突破に貢献する。
2000年10月16日に対オリックス戦（千葉）で本塁打を放ったが、他の10球団が公式戦を終えていて、対戦相手のオリックスや初芝以外の自軍の選手に本塁打が出なかったため、20世紀最後の本塁打になった。
2003年はホセ・フェルナンデスが入団し、定位置を譲るが、代打7打席連続安打（プロ野球記録）を達成するなど、代打の切り札として活躍した。
2005年9月19日、体力の衰えと若手の台頭を理由に現役引退を表明。9月22日、本拠地最終戦の対ソフトバンク戦後に引退セレモニーが行われた。当日の試合では6回裏に代打で出場。ソフトバンクとは首位争いの最中だったこともあり、相手捕手の城島健司に真剣勝負を申し出た結果三瀬幸司からデッドボールを受けてしまい、場内は笑いに包まれた（もう1打席回ってきたが、ライトフライに倒れた）。
その翌日から行われた東北楽天ゴールデンイーグルスとの3連戦では、レギュラー三塁手の今江敏晃が足の張りを訴えたため、引退セレモニー直後でありながら三塁手としてスタメン出場し、安打も放っている。ソフトバンクとのプレーオフ最終戦では、1点ビハインドの8回表に代打で出場。打球はボテボテのサードゴロだったが三塁手のバティスタと遊撃手の川﨑宗則が交錯、ラッキーな内野安打となる。これが逆転勝利・チーム優勝につながり、現役最終年で自身初となる優勝の美酒を味わった。その際のインタビューで感極まった初芝は「みんな一緒だ。ハッピハッピーだ」と言って咽び泣いた。
その後日本シリーズを制覇し、チームはアジアシリーズに出場することとなったが、初芝は辞退し出場しなかった（TBS系で放送された対興農ブルズ戦のゲスト解説を務めた）。なお、日本シリーズ制覇後の祝勝会には参加し、これが正式な現役選手としての最後の姿となった。そのため日本シリーズ（第2戦の出場）を最後に現役を引退するはずだったが、11月5日のパ・リーグオールスター東西対抗に代打で登場。12月3日に千葉県野球場で「引退試合」として行われた軟式の草野球試合にも出場した。
2005年12月にヤフードームで開催されたNPB12球団ジュニアトーナメントでは、千葉ロッテマリーンズジュニアの監督を務めた。結果は決勝戦でヤクルトスワローズジュニアに敗れ準優勝。

### 引退後
2006年より千葉テレビ放送・ニッポン放送（2013年まで）・TwellV（2010年から）・FOX SPORTS ジャパン（2013年のみ）・日テレNEWS24（2020年から）野球解説者、サンケイスポーツ野球評論家（2009年まで）を務める。その傍ら東京シティベースボールクラブのコーチ兼ゼネラルマネージャーを務める。同年7月24日に行われたモルツドリームマッチ2006ではモルツ球団の一員として8番・三塁手でフル出場し、適時二塁打を放つなど活躍した。
2007年からは、千葉県君津市を本拠地とする社会人野球チーム・かずさマジックのコーチに就任。4シーズンにわたってチームの指導に当たり、2010年には長く低迷が続いていたチームを第81回都市対抗野球大会・第37回社会人野球日本選手権大会出場に導き、これを花道に同年限りで退任した。
2013年12月1日より、社会人野球のセガサミーの監督に就任した。
2019年11月2日に監督を退任。同月より、株式会社オフィス・オーパとタレント活動のマネージメント契約。
2021年12月17日、自身のTwitterにおいて社会人野球のオールフロンティアの監督として現場復帰することを発表、3年ぶりに監督業を行うこととなった。

## 選手としての特徴
勝負強い打撃と長打力を生かし、チームの中軸として長きにわたって安定した成績を残した。二桁本塁打は11シーズンに及び、1995年と1998年に記録した25本塁打は千葉マリンスタジアム移転後の球団記録としては日本人最多だったが、ホームランバッターではなく、鈍足ながらも二塁打の多い中距離型クラッチヒッターだった。左投手に強く、打球方向は左方向が多い。打席では外寄りのストレートを待ちながら変化球に対応し、相手の決め球をいかに仕留めるかにこだわったという。
ポジションは主に三塁手、一塁手、指名打者。守備は堅実とは言えず、三遊間を組んでいた小坂誠に任せる場面も多かったが、危なっかしいフライ処理やオーバーなアクションでファンを沸かせた。

## 人物
現役生活の17年間をロッテ一筋で貫いた。愛称はミスター・ロッテ、ミスター・マリーンズ、または幕張のファンタジスタ。
太った体型に赤ら顔、眼鏡（1996年から着用）、ストッキングをふくらはぎとすねの辺りまで上げるオールドスタイル（田吾作スタイルとも呼ばれていた）という独特の風貌と、高校球児張りの守備位置までの猛ダッシュを晩年欠かさず、また勝負強い打撃でファンに愛された。
1998年の開幕前に突如金髪となり、チームやファンを驚かせた。理髪店の店主から「ブリーチでもどうですか」と提案され、意味がわからないまま了承してしまったという。帰宅すると幼稚園児の娘に号泣されるなど不評の声も多かったが、小宮山悟から「やるなら徹底してやれ」と言われたほか、当時の監督・近藤昭仁への反発心もあり、しばらく金髪としていた。
2001年に初芝橋本高校が甲子園に出場した際に、「名前が身近に感じる」という理由で同僚の橋本将とともに、同校に差し入れをしている。又その名字のせいか、地縁が全くなかったが特に阪神・近鉄ファンから、同校や初芝高校（現役当時、日本ハムには同校出身の沼田浩が在籍していた）・南海高野線初芝駅のことをヤジられたことがあった。
趣味はヘヴィメタルを聴くこと。自宅の地下に専用のカラオケルームまで作ってしまうほどのヘヴィメタルマニアで、ヘヴィメタル専門誌『炎』1997年1月号（現在は休刊）にインタビューが掲載されたこともある。同じくメタルマニアの同僚の外国人選手エリック・ヒルマンとは非常に仲が良かった。当時連載されていた、パ・リーグを舞台とした野球漫画『ストッパー毒島』では、メタルマニアの架空選手と試合中に口論するシーンや、独特の打席動作を描写されていた。千葉マリンスタジアムで行われた『サマーソニック'05』に際しては、東芝EMIからインタビューを受けている。2005年9月22日の引退セレモニーでは、メタリカの『ヒーロー・オブ・ザ・デイ』等の曲が場内にかかり、スタジアムに感動を呼んだ。2005年12月放送のラジオ番組『Heavy Metal Syndicate』では「歳をとればとるほどデスメタルにハマっているんですよ」と発言していた。2021年6月22日に放送された『開運!なんでも鑑定団』（テレビ東京）では、2001年頃に上記の『炎』で知り合った酒井康を通じて入手したメガデスの『ワールド・ニーズ・ア・ヒーロー』発表当時のメンバーによるサイン入りギター（ジャクソン・キングV）を鑑定依頼に出している。メガデス低迷期の布陣であったことと、ギターが廉価モデルであったことから査定額は15万円であった。
2019年にセガサミーの監督を退任した後は、野球解説業の傍ら、自宅の地下室で『ドラゴンクエスト』をプレイする生活を送っていることを2020年2月29日放送の日本テレビ系『有吉反省会』で公表した。その際、仕事に行くフリをして菓子（その菓子はロッテコアラのマーチ）を買い込み、玄関とは別の入り口から地下室に入って深夜までプレイ。座椅子でそのまま就寝するという。
引退から約1年後の2006年12月25日、突然の自由契約選手公示。これはアマチュア野球の指導者（かずさマジックコーチ）に就任の際、自由契約の手続きが必要だったため。
自身がつけていた背番号6は球団が推薦する選手が現れるまで、2006年から欠番となっていたが、2009年よりMLBから日本プロ野球復帰の井口資仁が着用。
飛行機が大変嫌いであり、現役時代の遠征時は長距離移動でチームが飛行機で移動するなか、チーム本隊と離れて鉄道（主に新幹線）など陸路で移動することが多かったという。

## 詳細情報

### 年度別打撃成績
| 年 度      | 球 団      | 試 合 | 打 席 | 打 数 | 得 点 | 安 打 | 二 塁 打 | 三 塁 打 | 本 塁 打 | 塁 打 | 打 点 | 盗 塁 | 盗 塁 死 | 犠 打 | 犠 飛 | 四 球 | 敬 遠 | 死 球 | 三 振 | 併 殺 打 | 打 率 | 出 塁 率 | 長 打 率 | O P S |
| ---------- | ---------- | ----- | ----- | ----- | ----- | ----- | -------- | -------- | -------- | ----- | ----- | ----- | -------- | ----- | ----- | ----- | ----- | ----- | ----- | -------- | ----- | -------- | -------- | ----- |
| 1989       | ロッテ     | 70    | 220   | 202   | 21    | 49    | 18       | 0        | 7        | 88    | 24    | 2     | 2        | 6     | 1     | 8     | 0     | 3     | 36    | 4        | .243  | .280     | .436     | .716  |
| 1990       | ロッテ     | 120   | 455   | 426   | 50    | 113   | 16       | 3        | 18       | 189   | 67    | 0     | 5        | 3     | 3     | 21    | 4     | 2     | 81    | 10       | .265  | .301     | .444     | .745  |
| 1991       | ロッテ     | 87    | 293   | 264   | 22    | 67    | 12       | 5        | 5        | 104   | 35    | 2     | 1        | 5     | 3     | 17    | 0     | 4     | 47    | 6        | .254  | .306     | .394     | .699  |
| 1992       | ロッテ     | 110   | 422   | 377   | 37    | 94    | 17       | 0        | 10       | 141   | 46    | 0     | 3        | 14    | 6     | 22    | 2     | 3     | 58    | 9        | .249  | .292     | .374     | .666  |
| 1993       | ロッテ     | 115   | 449   | 407   | 46    | 102   | 25       | 2        | 12       | 167   | 43    | 0     | 2        | 0     | 3     | 34    | 1     | 5     | 72    | 11       | .251  | .314     | .410     | .724  |
| 1994       | ロッテ     | 129   | 521   | 476   | 66    | 138   | 31       | 5        | 17       | 230   | 75    | 1     | 1        | 1     | 4     | 36    | 0     | 4     | 90    | 6        | .290  | .342     | .483     | .825  |
| 1995       | ロッテ     | 123   | 509   | 458   | 60    | 138   | 27       | 5        | 25       | 250   | 80    | 1     | 5        | 0     | 7     | 36    | 3     | 8     | 86    | 14       | .301  | .358     | .546     | .903  |
| 1996       | ロッテ     | 123   | 511   | 469   | 52    | 124   | 23       | 5        | 17       | 208   | 61    | 2     | 1        | 0     | 4     | 35    | 5     | 3     | 106   | 16       | .264  | .317     | .443     | .761  |
| 1997       | ロッテ     | 75    | 260   | 242   | 22    | 51    | 9        | 0        | 7        | 81    | 35    | 0     | 0        | 2     | 2     | 13    | 0     | 1     | 60    | 15       | .211  | .252     | .335     | .587  |
| 1998       | ロッテ     | 134   | 538   | 473   | 68    | 140   | 38       | 3        | 25       | 259   | 86    | 0     | 1        | 0     | 3     | 56    | 1     | 5     | 79    | 18       | .296  | .374     | .548     | .922  |
| 1999       | ロッテ     | 123   | 517   | 457   | 56    | 119   | 33       | 1        | 22       | 220   | 85    | 1     | 3        | 0     | 4     | 54    | 4     | 2     | 77    | 14       | .260  | .338     | .481     | .820  |
| 2000       | ロッテ     | 123   | 448   | 392   | 57    | 108   | 19       | 2        | 23       | 200   | 73    | 1     | 1        | 0     | 2     | 50    | 3     | 4     | 61    | 11       | .276  | .362     | .510     | .872  |
| 2001       | ロッテ     | 117   | 441   | 371   | 50    | 94    | 23       | 2        | 16       | 169   | 61    | 0     | 0        | 0     | 8     | 55    | 1     | 7     | 74    | 16       | .253  | .354     | .456     | .809  |
| 2002       | ロッテ     | 125   | 451   | 403   | 38    | 90    | 15       | 0        | 17       | 156   | 55    | 0     | 1        | 0     | 5     | 38    | 1     | 5     | 96    | 11       | .223  | .295     | .387     | .682  |
| 2003       | ロッテ     | 63    | 135   | 125   | 11    | 39    | 13       | 1        | 4        | 66    | 26    | 1     | 0        | 0     | 1     | 9     | 2     | 0     | 17    | 1        | .312  | .356     | .528     | .884  |
| 2004       | ロッテ     | 61    | 182   | 170   | 20    | 48    | 11       | 1        | 6        | 79    | 21    | 0     | 0        | 0     | 2     | 8     | 0     | 2     | 30    | 6        | .282  | .319     | .465     | .783  |
| 2005       | ロッテ     | 34    | 56    | 50    | 2     | 11    | 2        | 0        | 1        | 16    | 6     | 0     | 0        | 0     | 1     | 4     | 0     | 1     | 12    | 0        | .220  | .286     | .320     | .606  |
| 通算：17年 | 通算：17年 | 1732  | 6408  | 5762  | 678   | 1525  | 332      | 35       | 232      | 2623  | 879   | 11    | 26       | 31    | 59    | 496   | 27    | 59    | 1082  | 168      | .265  | .326     | .455     | .781  |

- 各年度の太字はリーグ最高

### タイトル
- 打点王：1回 （1995年） - 80打点、イチロー、田中幸雄と同点で受賞

### 表彰
- ベストナイン：1回 （1995年）

### 記録
初記録
- 初出場：1989年5月30日、対日本ハムファイターズ9回戦（川崎球場）、6回表に三塁手として出場
- 初打席・初三振：同上、7回裏に佐藤誠一から
- 初安打：1989年6月4日、対オリックス・ブレーブス10回戦（西京極球場）、8回表に伊藤隆偉から二塁打
- 初打点：1989年6月6日、対西武ライオンズ6回戦（西武ライオンズ球場）、9回表に山根和夫から
- 初本塁打：1989年6月26日、対福岡ダイエーホークス11回戦（鹿児島県立鴨池野球場）、4回表に松本卓也から
- 初先発出場：1989年7月6日、対近鉄バファローズ16回戦（日生球場）、7番・三塁手として先発出場
- 初盗塁：1989年9月9日、対西武ライオンズ20回戦（釧路市民球場）、7回裏に三盗（投手：郭泰源、捕手：伊東勤）

節目の記録
- 100本塁打：1996年5月19日、対日本ハムファイターズ9回戦（千葉マリンスタジアム）、6回裏に川邉忠義から　※史上186人目
- 1000試合出場：1998年6月12日、対オリックス・ブルーウェーブ11回戦（千葉マリンスタジアム）、6番・三塁手として先発出場　※史上344人目
- 1000安打：1998年9月20日、対西武ライオンズ24回戦（千葉マリンスタジアム）、1回裏に横田久則から左越先制2ラン　※史上190人目
- 150本塁打：1999年5月23日、対西武ライオンズ9回戦（千葉マリンスタジアム）、9回裏に松坂大輔から左越ソロ　※史上108人目
- 200本塁打：2001年8月21日、対福岡ダイエーホークス24回戦（宮城球場）、4回裏に若田部健一から左越ソロ　※史上74人目
- 1500試合出場：2002年6月16日、対西武ライオンズ12回戦（秋田市八橋運動公園硬式野球場）、4番・三塁手として先発出場　※史上136人目
- 300二塁打：2002年7月28日、対西武ライオンズ17回戦（西武ドーム）、1回表に西口文也から右中間フェンス直撃二塁打　※史上39人目
- 1000三振：2002年8月30日、対福岡ダイエーホークス23回戦（千葉マリンスタジアム）、9回裏にロドニー・ペドラザから　※史上29人目
- 1500安打：2004年6月9日、対オリックス・ブルーウェーブ13回戦（Yahoo! BBスタジアム）、2回表にジェイソン・フィリップスから左前安打　※史上85人目

その他の記録
- 代打7打席連続安打（2003年） - 日本タイ記録、四球等を挟まない「連続打席」では日本記録
- オールスターゲーム出場：4回（1994年 - 1996年、1998年）

### 背番号
- 0 （1989年 - 1993年）
- 6 （1994年 - 2005年）
- 66 （2007年 - ）

## 関連情報

### 過去の出演番組
- 優勝記念年越し特番「マリーンズファン感ナイト」（千葉テレビ） - 特別ゲスト
- バース・デイ（TBS） - 特集
- 孝太郎+（フジテレビ） - ゲスト。初芝邸の地下カラオケルームなどが紹介された。
- 徳光&所の世界記録工場Part2「スポーツアスリートが世界記録に挑戦!」（日テレ） - ゲスト
  - フライキャッチの名手として紹介され、260m上空から落下するボールを捕球するという世界新記録樹立に挑むも失敗。また、Part3では元チームメイトの里崎智也が更に5m高い265m上空からのフライキャッチに挑戦するもまたもや失敗。
- 虎の門（テレビ朝日） - 司会
  - 「ネット検索山くずし」罰ゲーム「うろ覚え名画再現」で映画『ロッキー』の主人公ロッキーを演じた。「春」、「初芝清」の検索ワードで2億件から1000件に減少させ、史上最高の減少率と称される。
- 日曜ビッグスペシャル 有名人のお宅のキッチン拝見（テレビ東京）2000年頃、千葉県某市の初芝邸のキッチンが映る（キッチンの機種はラヴィータ（現・ラヴィータセンテナリオ）サンウェーブ工業製）。
- シルシルミシル（テレビ朝日）
  - ロッテリアの特集にて客の要求に対してできるだけYESで応対する「YES運動」を展開している同社の取り組みが実際どこまで通用するのかというのを検証する企画で出演。その際マリーンズ時代のユニフォーム姿（何故かホーム用ではなくビジター用）で登場した。
- 断然 パ・リーグ主義!!（2011年）

### 現在の出演番組
- マリーンズナイター（2006年 -）
- 千葉ロッテ球団制作試合の解説
  - BS12 プロ野球中継（2010年 -）
  - FOX SPORTS ジャパンBASEBALL CENTER（2013年 -）
- ニッポン放送ショウアップナイター（2006 - 2011年、2013年 -）

### CM
- アイスモナカ『モナ王』（ロッテ） - 小坂誠、篠原ともえと共演。
- 地奨住建『初芝くん』（屋上・ベランダ緑化システム） 。チバテレビで放送。